# Rosa kamelinii
Rosa kamelinii är en rosväxtart som beskrevs av Sh.A. Guseinov. Rosa kamelinii ingår i släktet rosor, och familjen rosväxter. Inga underarter finns listade i Catalogue of Life.